# Love Me Tender (película)
Love Me Tender —en español, Ámame tiernamente, cuyo título en Chile fue La mujer robada y en Venezuela Hermanos y rivales— es una película estadounidense en cinemascope blanco y negro dirigida por Robert D. Webb y lanzada por 20th Century Fox el 21 de noviembre de 1956. La película, que recibe el nombre de la canción, es protagonizada por Richard Egan, Debra Paget y Elvis Presley en su debut en el cine. Es un western con números musicales. Dado que era su debut en el cine, es la única película de Presley en que no recibe el crédito principal. En su versión original Love Me Tender en un principio se iba a titular The Reno Brothers, pero cuando las ventas del sencillo homónimo de Presley superó el millón de copias —la primera vez para un sencillo— el título de la película se cambió para que coincidieran y así aprovechar la popularidad de la canción.

## Sinopsis
Presley interpreta a Clint Reno, el más joven de cuatro hermanos que se queda en casa para cuidar de su madre y la granja de la familia, mientras que los hermanos mayores Vance, Brett y Ray luchan en la Guerra de Secesión para el ejército confederado. La familia es erróneamente informada de que el hermano mayor, Vance, cayó muerto en el campo de batalla. Después de cuatro años de guerra, los hermanos regresaron a casa para encontrar que Cathy, la novia de Vance, se había casado con Clint. Aunque Vance acepta de todo corazón —«Siempre quisimos a Cathy en la familia»—, la familia tiene que luchar para alcanzar la estabilidad a este respecto. Es claro desde el regreso de los hermanos que Cathy todavía ama a Vance, aunque ella es fiel a Clint. El honor prevalece para Vance, pero los celos convierten a Clint en un rival irracional por el amor de la heroína.
En las escenas iniciales de la película, los tres hermanos Reno, sirviendo como soldados de caballería de la Confederación, atacan un tren de la Unión que llevaba la nómina federal de $ 12 000. Ellos no saben que la guerra terminó sólo un día antes. Los confederados llegan a la decisión de quedarse con el dinero como botín de guerra. Un conflicto de intereses surge cuando Vance trata de devolver el dinero en contra de los deseos de algunos de sus compañeros confederados, todos los cuales están siendo buscados por el gobierno de EE. UU. por robo. La película llega a su conclusión trágica con un tiroteo entre Clint y Vance, que termina con la muerte de Clint durante el mismo. Al final, el dinero se devuelve, el hermano Reno es absuelto y los otros tres ex confederados son detenidos por la muerte de Clint. El menor de los hermanos Reno es enterrado en la granja familiar.

## Antecedentes
Antes de su éxito como cantante, Presley había mostrado interés en convertirse en actor. Había trabajado como acomodador de cine en su juventud y con frecuencia veía en la pantalla a su ídolos James Dean, Marlon Brando y Tony Curtis durante los turnos, estudiando su actuación y aprendiendo líneas de sus películas. Cuando conoció a su futuro mánager, el coronel Tom Parker, le expresó su interés en el cine y su deseo de ser actor.
En entrevistas durante su ascenso a la fama, Presley solía hablar de sus esperanzas de asistir a un lugar como el Actors Studio. También insistió en que no le gustaría cantar en ninguna de sus películas porque quería ser tomado seriamente como una estrella de cine. Sin embargo, el plan de Parker era promover las películas de Presley con su música y esto llevó a que las bandas sonoras fueran tan o incluso más importantes que los guiones.
En 1956 Presley firmó un contrato de siete años con Paramount y el productor Hal Wallis. El mismo tenía una cláusula que le permitía trabajar con otros estudios. Wallis trabajó en varias opciones para hacer debutar a Presley como emparejarlo con Jerry Lewis, sin éxito.
Presley realizó la prueba de pantalla para Hal Wallis el 26 de marzo de 1956 en los Estudios Paramount. La prueba duró tres días e incluyó la realización de dos escenas de The Rainmaker, y playback de Blue Suede Shoes.
El 2 de abril, Wallis le ofreció a Presley un contrato por una película, con opción a seis más. El contrato fue finalizado el 25 de abril, y también estipulaba que Presley podía hacer al menos una película al año con otros estudios.
El 1 de abril, Presley anunció en una entrevista radiofónica que debutaría en The Rainmaker con  Burt Lancaster y Katharine Hepburn. A pesar de ello, y debido a que Wallis no podía conseguir un proyecto «suficientemente bueno para el debut de Elvis Presley», dejó 20th Century Fox el 13 de agosto y comenzó a trabajar en Love Me Tender nueve días después. El papel de Presley originalmente había sido rechazado por Jeffrey Hunter y Robert Wagner por ser muy pequeño, pero cuando Presley firmó para la película el rol fue expandido para aprovechar su creciente popularidad. Una película un poco más realista que cuenta la historia de los hermanos Reno, Rage at Dawn protagonizada por Randolph Scott, fue lanzada por RKO Radio Pictures apenas un año antes. De acuerdo con la novia de Presley de la época, June Juanico, se mostró reacio a asumir el papel después de darse cuenta de que su personaje moría al final, pero ella lo convenció de hacerlo diciéndole que los personajes públicos eran más propensos a ser recordados si habían tenido un destino trágico.
Presley llegó para filmar con todas sus frases aprendidas, así como las frases de todo el resto del reparto. Encontró la filmación bastante complicada, comentando una vez a un amigo que había pasado un día entero «detrás de una yunta de mulas». En poco más de un mes Presley había grabado todas las canciones de la película y había terminado de filmar sus escenas.
Cuando apareció en el programa Ed Sullivan Show durante una pausa en la filmación de la película, el 9 de septiembre, interpretó «Love Me Tender» por primera vez. Dos semanas después RCA confirmó que las ventas previas del sencillo habían resultado en la obtención de un disco de oro incluso antes de que hubiera sido lanzado para la industria.
Las proyecciones de prueba de la película causaron gran molestia en la gente por la muerte del personaje de Presley. En un intento de llegar a un compromiso entre la muerte y complacer a sus fanes, Presley filmó una escena adicional y grabó un verso adicional a la pista del título que sería reproducido durante los créditos finales.

## Lanzamiento y recepción
Love Me Tender tuvo su estreno el 15 de noviembre en el Paramount Theatre de Nueva York, y fue lanzado a nivel nacional el 21 de noviembre de 1956. 20th Century Fox lanzó 575 copias, un récord para ese estudio en aquel tiempo, pues la cifra normal era de 200 a 300. Presley asistió a una proyección privada de la película el 20 de noviembre en el Teatro del Estado de Loew en Memphis antes de su lanzamiento nacional. Durante esta proyección privada la madre de Elvis, Gladys, lloró por la muerte del personaje de su hijo, al final, lo que llevó a Presley insistir en que sus personajes nunca iban a morir en pantalla de nuevo. Durante los días previos al estreno, sobre la marquesina del Paramount Theatre se había colocado una gigantografía de Elvis cubierta por un telón el cual fue removido para el día del estreno.  En el documental Elvis 56 se estimó la presencia de unas 3000 personas en el momento en que el velo de la gigantografía fue quitado en la fecha del estreno de la película.
La película fue mayoritariamente criticada, aunque algunos críticos la vieron en forma positiva. Los Angeles Times escribió: «Elvis puede actuar. Juro por Dios que el chico es realmente bueno, incluso cuando no canta». A pesar de las críticas mayoritariamente negativas, a la película le fue bien en las taquillas, recaudando $ 540.000 solamente en su primera semana y fue segunda en ventas de taquilla semanal, solo superada por el lanzamiento póstumo de James Dean, Gigante, y había recuperado el dinero que había invertido el estudio para su producción. A las pocas semanas ya había recuperado los costos de los negativos, y pese a ser lanzada en noviembre terminó en el puesto 23 de las películas más taquilleras del año 1956.
En su libro Me And A Guy Named Elvis —en español, Yo y un tipo llamado Elvis—, Jerry Schilling narra el ambiente dentro del teatro del estado de Loew durante el estreno: «Los gritos de las chicas a mi alrededor hicieron casi imposible seguir la historia: era la primera vez que veía a una audiencia tratar una película como si fuera un concierto en directo, respondiendo en voz alta a cada movimiento realizado y cada palabra pronunciada por su estrella favorita.» Presley más tarde diría a su amigo Gleaves Cliff que encontraba vergonzoso este tipo de reacción de sus fanes al ir al cine, y que eso le había impedido ser aceptado como un actor serio.
Presley más adelante expresó su pesar por hacer la película, y se decepcionó de que la adición de canciones había establecido el futuro de su carrera en Hollywood. A pesar de su molestia por el agregado de las canciones a los títulos de sus películas, sus seguidores lo adoraban. El éxito tanto del sencillo como del EP estableció el tono para cada película de Presley que siguió, y el éxito comercial llevó al lanzamiento de otras tres películas de Presley en los siguientes 20 meses: Loving You, Jailhouse Rock y King Creole.

## Reparto
- Elvis Presley: Clint Reno
- Richard Egan: Vance Reno
- Debra Paget: Cathy Reno
- Robert Middleton: Sr. Siringo
- William Campbell: Brett Reno
- James Drury: Ray Reno
- Neville Brand: Mike Gavin
- Mildred Dunnock: Martha Reno
- Russ Conway: Ed Galt
- Ken Clark: Sr. Kelso
- L.Q. Jones: Pardee Fleming (no está en los créditos)
- Dick Sargent: Soldado confederado (no está en los créditos)

## Lanzamiento en DVD
En 2006 la película fue lanzada en DVD en una serie especial por su 50 aniversario. También fue ofrecido en un estuche, e incluía un juego de cuatro reproducciones de carteles de cine. El disco contenía la película en su formato original, más comentarios en audio del historiador de Elvis y miembro de la mafia de Memphis, Jerry Schilling. El disco contiene tres cortometrajes: «Elvis Hits Hollywood», «The Colonel & The King» y «Love Me Tender: The Birth & Boom Of The Elvis Hit». También forman parte del disco los tráileres originales para Love Me Tender, Flaming Star y Wild in the Country.

## Banda de sonido
La película fue pensada originalmente para que Presley actuara, pero debido a la popularidad del sencillo «Love Me Tender» y al deseo coronel Tom Parker de promover las películas de Presley con una banda sonora y viceversa, se añadieron a la película cuatro canciones.
En lugar de una banda sonora en forma de LP, las cuatro canciones que aparecen en la película Love Me Tender fueron lanzados como EP de siete pulgadas 45 rpm en el sello RCA, número de catálogo EPA 4006, durante noviembre de 1956. Alcanzó el puesto 9 en la lista Top Pop Albums con ventas de más de 600 000 copias, así como el puesto 35 en la lista de sencillos. Las cuatro canciones del EP se grabaron en 20th Century Fox en Hollywood, en tres sesiones: 24 de agosto, 4 de septiembre y 1 de octubre de 1956.
La canción que da título ya había sido lanzada como sencillo el 28 de septiembre de 1956 y llegó al número 1 del Billboard Hot 100. La música estaba basada en la balada de la Guerra de Secesión «Aura Lee» con una nueva letra escrita por  Ken Darby. De hecho fue él quien escribió todas las canciones de la banda de sonido, pero le dio el crédito a su esposa, Vera Matson, mientras que Parker permitió que su empresa editorial, Hill and Range, tuviera derechos por la escritura al igual que Presley. Una repetición de «Love Me Tender» se grabó el 1 de octubre y se escucha al final de la película. Esta pista corta no fue lanzada hasta luego de la muerte de Presley. Las sesiones para las canciones fueron las únicas en la década en la que Presley grabó con músicos que no pertenecían a su banda regular.

### Personal
- Elvis Presley - vocalista
- Vito Mumolo - guitarra acústica
- Luther Rountree - guitarra acústica
- Dom Frontieri - acordeón
- Carl Fortina - acordeón
- Mike "Myer" Rubin - Contrabajo
- Richard Cornell - batería
- Rad Robinson - vocalista
- Jon Dodson - vocalista
- Charles Prescott - vocalista

### Lista de canciones

#### Lado uno
| Número | Grabada              | Título           | Escritores acreditados     | Duración |
| ------ | -------------------- | ---------------- | -------------------------- | -------- |
| 1.     | 24 de agosto de 1956 | «Love Me Tender» | Elvis Presley, Vera Matson | 2:41     |
| 2.     | 9 de abril de 1956   | «Let Me»         | Elvis Presley, Vera Matson | 2:08     |

#### Lado dos
| Número | Grabada              | Título             | Escritores acreditados     | Duración |
| ------ | -------------------- | ------------------ | -------------------------- | -------- |
| 1.     | 24 de agosto de 1956 | «Poor Boy»         | Elvis Presley, Vera Matson | 2:13     |
| 2.     | 24 de agosto de 1956 | «We're Gonna Move» | Elvis Presley, Vera Matson | 2:30     |